# 秦紫翔
秦紫翔（1990年2月8日—），台灣男演員，臺灣高雄人，以一部萊爾富網路廣告打響名號，成為台灣新生代演員。於2012年拍攝電影《追魂7殺》，飾演一名高知識分子“洪有楠”。

## 演出作品

### 電影
- 2013年 追魂七殺 飾演 “洪有楠”

### 廣告
- 2011年 萊爾富網路廣告-我們的早餐故事-愛情篇
- 2012年 麥當勞-小跟班篇
- 2012年 麥當勞-甜心卡電影
- 2012年 肯德基“新年促銷兔斯基內心戲篇”

### 戲劇
- 2012年 短片<復刻青春>
- 2012年 微電影<蘋果iPhone5手機殼>

### 平面
- 蘋果日報-今日我最帥
- 萊美家居-夏季運動服飾